# Seznam největších českých firem podle tržeb
Tento seznam řadí obchodní společnosti či konsolidované celky se sídlem v České republice podle výše jejich tržeb z prodeje zboží, výrobků a služeb v miliardách českých korun za poslední účetní období. U finančních institucí jsou jako kritérium brány čisté výnosy. V případě konsolidovaných celků jsou zahrnuty i případné tržby jejich zahraničních dceřiných společností.
Pokud je hospodářský rok společnosti odlišný od kalendářního, jsou uvedeny tržby za hospodářský rok, ve kterém je z kalendářního nejvíce měsíců. Seznam obsahuje společnosti s tržbami za rok 2020 vyššími než 40 miliard Kč.
| pořadí | jméno                                                | oblast podnikání                      | tržby (2021)           | tržby (2020)  | tržby (2019)  | tržby (2018)  | tržby (2017)  | tržby (2016)  | tržby (2015)  | tržby (2014)  | tržby (2013)  | tržby (2012)  | tržby (2011)  | tržby (2010)  | tržby (2009)  | tržby (2008) | tržby (2007) | aktiva (2020) | zisk (2020)   | majoritní vlastník                                                  |
| ------ | ---------------------------------------------------- | ------------------------------------- | ---------------------- | ------------- | ------------- | ------------- | ------------- | ------------- | ------------- | ------------- | ------------- | ------------- | ------------- | ------------- | ------------- | ------------ | ------------ | ------------- | ------------- | ------------------------------------------------------------------- |
| 1.     | ŠKODA AUTO a.s.                                      | automobilový průmysl                  | 582,8 mld. Kč[zdroj⁠?!] | 424,3 mld. Kč | 459,1 mld. Kč | 416,7 mld. Kč | 407,4 mld. Kč | 348 mld. Kč   | 314,9 mld. Kč | 299,3 mld. Kč | 268,5 mld. Kč | 262,6 mld. Kč | 252,5         | 220,0         | 187,9         | 200,2        | 222,0        | 228 mld. Kč   | 15,2 mld. Kč  | Volkswagen Finance Luxemburg (1)                                    |
| 2.     | Energetický a průmyslový holding, a.s.               | energetika                            | 199 mld. Kč[zdroj⁠?!]   | 223,9 mld. Kč | 217,8 mld. Kč | 180 mld. Kč   | 153,4 mld. Kč | 133,2 mld. Kč | 123,5 mld. Kč | 101,6         | 82,9          | 35,8          | 31,8          | 25,0          | 7,2           |              |              | 473,8 mld. Kč | 43,5 mld. Kč  | Daniel Křetínský                                                    |
| 3.     | ČEZ, a. s.                                           | energetika                            | 265 mld. Kč[zdroj⁠?!]   | 213,7 mld. Kč | 206,2 mld. Kč | 184,5 mld. Kč | 201,9 mld. Kč | 203,7 mld. Kč | 210,2 mld. Kč | 200,7         | 217,2         | 215,1         | 209,8         | 198,8         | 196,4         | 184,0        | 176,4        | 702,5 mld. Kč | 5,5 mld. Kč   | Ministerstvo financí České republiky (69,4%)                        |
| 4.     | AGROFERT, a.s.                                       | zemědělství , potravinářství a chemie | 184,8 mld. Kč          | 161 mld. Kč   | 162 mld. Kč   | 157,5 mld. Kč | 155,1 mld. Kč | 155,3 mld. Kč | 165,9 mld. Kč | 166,8         | 151,7         | 132,5         | 117,6         | 92,1          | 85,9          | 101,4        | 83,4         | 156,9 mld. Kč | 3,8 mld. Kč   | AB private trust II (0,100 3)                                       |
| 5.     | Hyundai Motor Manufacturing Czech s.r.o.             | automobilový průmysl                  | 114,3 mld. Kč[zdroj⁠?!] | 114 mld. Kč   | 123,1 mld. Kč | 129,3 mld. Kč | 136,7 mld. Kč | 142,8 mld. Kč | 125,6 mld. Kč | 106,3 mld. Kč | 97,4          | 92,2          | 69,6          | 49,6          | 28,1          | 2,7          |              | 79 mld. Kč    | 4,2 mld. Kč   | Hyundai Motor Company (100%)                                        |
| 6.     | ALPIQ ENERGY SE                                      | energetika                            | 110 mld. Kč[zdroj⁠?!]   | 87,8 mld. Kč  | 108,6 mld. Kč | 141,2 mld. Kč | 139,2 mld. Kč | 91,3 mld. Kč  | 151,7 mld. Kč | 89,5          | 87,6          | 81,4          | 60,2          | 42,5          | 12,5          |              |              | 15,1 mld. Kč  | 242 mil. Kč   | Alpiq AG (100%)                                                     |
| 7.     | FOXCONN CZ s.r.o.                                    | výroba elektroniky                    | 81 mld. Kč[zdroj⁠?!]    | 87,7 mld. Kč  | 82,6 mld. Kč  | 68,1 mld. Kč  | 104,5 mld. Kč | 116,1 mld. Kč | 124,5 mld. Kč | 119,3         | 97,0          | 104,2         | 100,9         | 109,4         | 83,5          | 89,0         | 89,5         | 33,9 mld. Kč  | 339,7 mil. Kč | Foxconn Holdings B,V. (100%)                                        |
| 8.     | Orlen Unipetrol, a.s.                                | petrochemie                           | 133,6 mld. Kč[zdroj⁠?!] | 83,1 mld. Kč  | 128,9 mld. Kč | 130,8 mld. Kč | 122,5 mld. Kč | 87,8 mld. Kč  | 108,9 mld. Kč | 123,9 mld. Kč | 99,4 mld. Kč  | 107,2 mld. Kč | 97,4 mld. Kč  | 86 mld. Kč    | 67.4          | 98.1         | 88.5         | 84,6 mld. Kč  | −5,9 mld. Kč  | AB private trust II (0,100 3)                                       |
| 9.     | Lidl Česká republika v.o.s.                          | maloobchod                            |                        | 73,2 mld. Kč  | 63,6 mld. Kč  | 57,7 mld. Kč  | 52,3 mld. Kč  | 43,7 mld. Kč  | 38,3 mld. Kč  | 33,6 mld. Kč  | 29,1          | 24,7          | 23,4          | 21,5          | 19,3          | 18,9         | 16,8         | 41,1 mld. Kč  | 6,1 mld. Kč   | CE - Beteiligungs-GmbH (99,9%)                                      |
| 10.    | RWE Supply & Trading CZ, a.s.                        | energetika                            | 123,2 mld. Kč[zdroj⁠?!] | 64,5 mld. Kč  | 117,8 mld. Kč | 115,9 mld. Kč | 104,6 mld. Kč | 103,3 mld. Kč | 140,2 mld. Kč | 146,1         | 180,2         | 181,1         | 136,0         | 118,3         | 102,2         | 108,5        | 78,6         | 36,6 mld. Kč  | −209 mil. Kč  | RWE Gas International B.V. (100%)                                   |
| 11.    | Kaufland Česká republika v.o.s.                      | maloobchod                            |                        | 63 mld. Kč    | 58,9 mld. Kč  | 56,3 mld. Kč  | 57,7 mld. Kč  | 57 mld. Kč    | 58,3 mld. Kč  | 55,2 mld. Kč  | 51,4 mld. Kč  | 48,2          | 43,4          | 41,7          | 37,8          | 32,0         | 31,0         | 34,7 mld. Kč  | 2,9 mld. Kč   | Kaufland Management ČR s.r.o., Kaufland Tschechien Warenhandel GmbH |
| 12.    | Albert Česká republika, s.r.o.                       | maloobchod                            | 61,4                   | 59,4 mld. Kč  | 55,3 mld. Kč  | 52,6 mld. Kč  | 49,8 mld. Kč  | 49,6 mld. Kč  | 51.7 mld. Kč  | 51.7 mld. Kč  | 40,3 mld. Kč  | 40,7          | 39,1          | 38,1          | 39,0          | 39,6         | 38,3         | 20,9 mld. Kč  | 1,7 mld. Kč   | Ahold Tsjechië B.V. (97,0%)                                         |
| 13.    | Allwyn International a.s.                            | hazard                                | 79 mld. Kč             | 56,7 mld. Kč  | 52,2 mld. Kč  | 51,6 mld. Kč  | 45 mld. Kč    | 17,2 mld. Kč  | 9,3 mld. Kč   | 9,3 mld. Kč   | 8,1 mld. Kč   | 0 Kč          |               |               |               |              |              | 157,1 mld. Kč | 5,9 mld. Kč   | Allwyn (100 %)                                                      |
| 14.    | Continental Automotive Czech Republic s.r.o.         | automobilový průmysl                  | 45 mld. Kč             | 52,5 mld. Kč  | 69,1 mld. Kč  | 72,9 mld. Kč  | 71,4 mld. Kč  | 58,5 mld. Kč  | 53,5 mld. Kč  | 51,7 mld. Kč  | 46,7          | 48,3          | 36,8          | 30,4          | 16,1          | 17,9         | 20,5         | 30,7 mld. Kč  | −1,8 mld. Kč  | Continental Automotive Holding Netherlands B.V. (99.9%)             |
| 15.    | E.ON Energie, a.s.                                   | energetika                            | 52,3                   | 50,8          | 49,6 mld. Kč  | 43,5 mld. Kč  | 45,1 mld. Kč  | 46,1 mld. Kč  | 53,4 mld. Kč  | 48,8 mld. Kč  | 51,4          | 41,4          | 38,6          | 47,5          | 42,1          | 38,8         | 33,4         | 31,7 mld. Kč  | 1,5 mld. Kč   | E.ON Czech Holding AG (100%)                                        |
| 16.    | Continental Barum spol. s r.o.                       | výroba pneumatik                      | 59 mld. Kč             | 49,7 mld. Kč  | 55,8 mld. Kč  | 55,8 mld. Kč  | 57,2 mld. Kč  | 56,4 mld. Kč  | 57,7 mld. Kč  | 55,7 mld. Kč  | 54,2 mld. Kč  | 53,8 mld. Kč  | 47,9 mld. Kč  | 42,7 mld. Kč  | 35 mld. Kč    | 38,6 mld. Kč | 30,9         | 44,2 mld. Kč  | 2,7 mld. Kč   | Continental Holding France (0,7)                                    |
| 17.    | FORTUNA GAME a.s.                                    | hazard                                | 64 mld. Kč             | 48,7 mld. Kč  | 38,6 mld. Kč  | 30,8 mld. Kč  | 21,9 mld. Kč  | 15,2 mld. Kč  | 12,6 mld. Kč  | 10,9 mld. Kč  | 8,4 mld. Kč   | 6,6 mld. Kč   | 865,5 mil. Kč | 570,5 mil. Kč | 633,6 mil. Kč | 360 000 Kč   | 377 000 Kč   | 3,9 mld. Kč   | 556,6 mil. Kč | Fortuna Entertainment Group (1)                                     |
| 18.    | Foxconn European Manufacturing Services s.r.o.       | výroba elektroniky                    |                        | 48,1 mld. Kč  | 57,2 mld. Kč  | 55,8 mld. Kč  | 11,2 mld. Kč  | 523,8 mil. Kč |               |               |               |               |               |               |               |              |              | 13,3 mld. Kč  | 85,5 mil. Kč  | Foxconn Holdings (1)                                                |
| 19.    | MORAVIA STEEL a.s.                                   | metalurgie                            | 58,2 mld. Kč           | 47,6 mld. Kč  | 51,4 mld. Kč  | 54,7 mld. Kč  | 47,4 mld. Kč  | 44,2 mld. Kč  | 49,6 mld. Kč  | 51,2 mld. Kč  | 50,1          | 49,7          | 49,7          | 40,2          | 32,3          | 48,7         | 46,6         | 59,4 mld. Kč  | 1,3 mld. Kč   | –                                                                   |
| 20.    | MND a.s.                                             | energetika                            | 65,1 mld. Kč[zdroj⁠?!]  | 46 mld. Kč    | 69,3 mld. Kč  | 69,9 mld. Kč  | 33,9 mld. Kč  | 19,7 mld. Kč  | 20,4 mld. Kč  | 16,6 mld. Kč  |               |               |               |               |               |              |              | 18,7 mld. Kč  | 7 mil. Kč     | MND Group (1)                                                       |
| 21.    | Kooperativa pojišťovna, a.s., Vienna Insurance Group | pojišťovnictví                        | 43,8 mld. Kč           | 42,4 mld. Kč  | 42 mld. Kč    | 33,2 mld. Kč  | 32,8 mld. Kč  | 32,3 mld. Kč  | 31,4 mld. Kč  | 31,7 mld. Kč  | 31.3          | 32.7          | 33.3          | 34.2          | 34.3          | 30.7         | 29.1         | 98,9 mld. Kč  | 3,2 mld. Kč   | WIENER STÄDTISCHE Versicherung AG Vienna Insurance Group (96%)      |
| 22.    | Penny Market s.r.o.                                  | maloobchod                            | 42,2 mld. Kč           | 42,2 mld. Kč  | 38,7 mld. Kč  | 36,6 mld. Kč  | 33,9 mld. Kč  | 32 mld. Kč    | 32,1 mld. Kč  | 31,3 mld. Kč  | 30.4          | 29.9          | 28.1          | 26.8          | 27.0          | 17.6         | 17.3         | 8,1 mld. Kč   | 1 mld. Kč     | REWE-Beteiligungs-Holding International GmbH (99.9%)                |
| 23.    | GECO, a.s.                                           | maloobchod                            |                        | 42 mld. Kč    | 41,9 mld. Kč  | 39,2 mld. Kč  | 36,7 mld. Kč  | 35,1 mld. Kč  | 32,1 mld. Kč  | 27,5 mld. Kč  | 20,5          | 18,4          | 16,9          | 13,7          | 13,3          | 17,2         | 17,5         | 3,9 mld. Kč   | 781,4 mil. Kč | Castell Vastgoed Nederland B.V.                                     |
| 24.    | Tesco Stores ČR a.s.                                 | maloobchod                            |                        | 41,8 mld. Kč  | 43 mld. Kč    | 44,6 mld. Kč  | 45,4 mld. Kč  | 44,4 mld. Kč  | 44,7 mld. Kč  | 42,2 mld. Kč  | 42,5          | 44,0          | 45,9          | 42,1          | 40,0          | 38,3         | 41,0         | 26,4 mld. Kč  | 292 mil. Kč   | Delamare Luxembourg S.à r.l. (55%)                                  |
| 25.    | Metrostav a.s.                                       | stavebnictví                          | 44,4 mld. Kč           | 41,8 mld. Kč  | 41,8 mld. Kč  | 35,1 mld. Kč  | 31,2 mld. Kč  | 27,8 mld. Kč  | 31,1 mld. Kč  | 30 mld. Kč    | 27.0          | 26.2          | 26.1          | 26.6          | 29.0          | 29.6         | 28.5         | 34,3 mld. Kč  | 740,7 mil. Kč | DDM Group a.s. (51,3%)                                              |
| 26.    | Česká spořitelna, a.s.                               | banka                                 | 42,4                   | 40,2          | 41,9 mld. Kč  | 39,1 mld. Kč  | 37,2 mld. Kč  | 38,2 mld. Kč  | 39,7 mld. Kč  | 41,1 mld. Kč  | 41,6 mld. Kč  | 44,6          | 44,1          | 45,4          | 45,7          | 42,7         | 36,7         | 1,5 bil. Kč   | 10 mld. Kč    | Erste Group Bank AG (98,9%)                                         |